# Pfarrkirche Trahütten

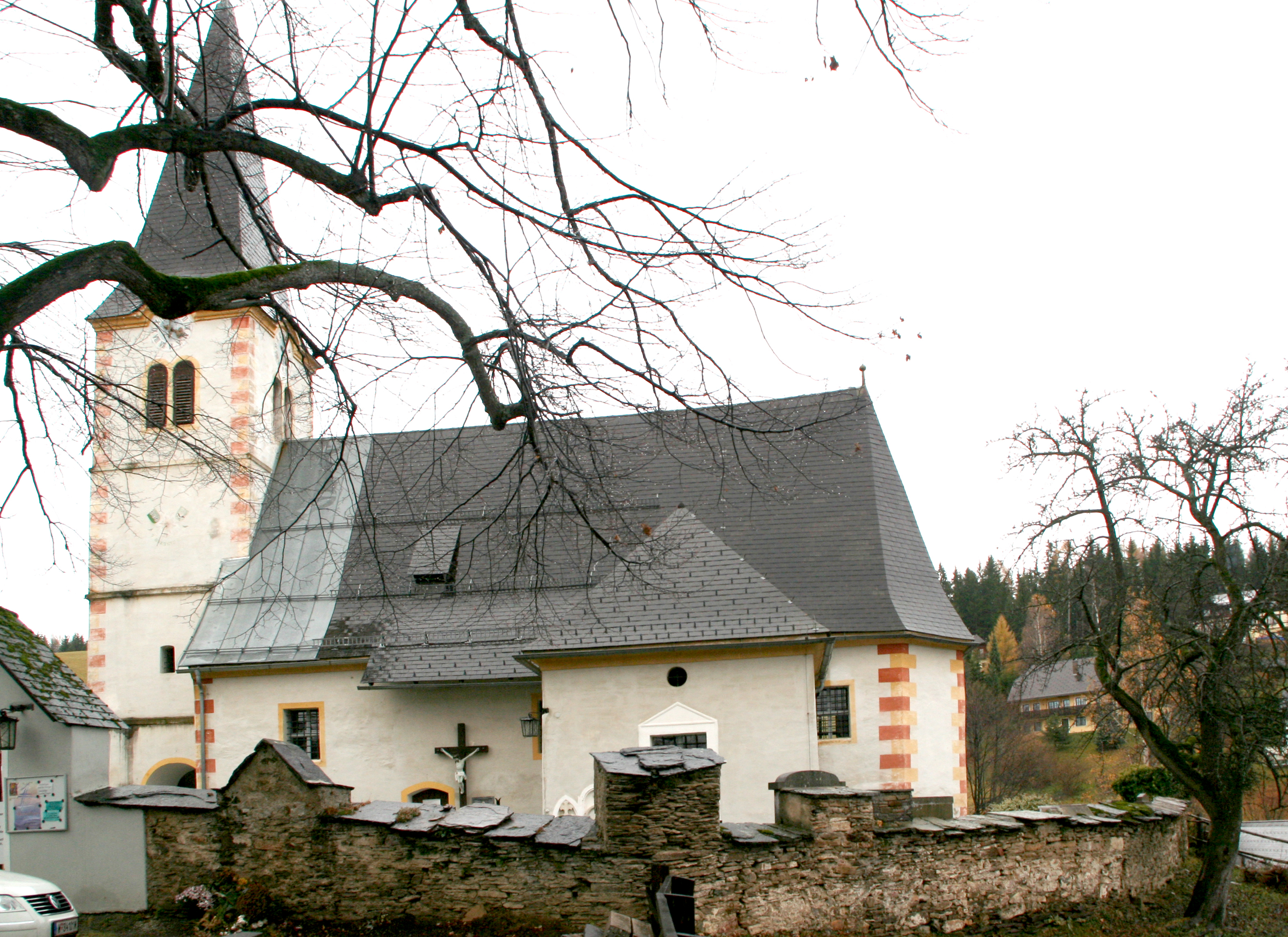
Kath. Pfarrkirche hl. Nikolaus in Trahütten

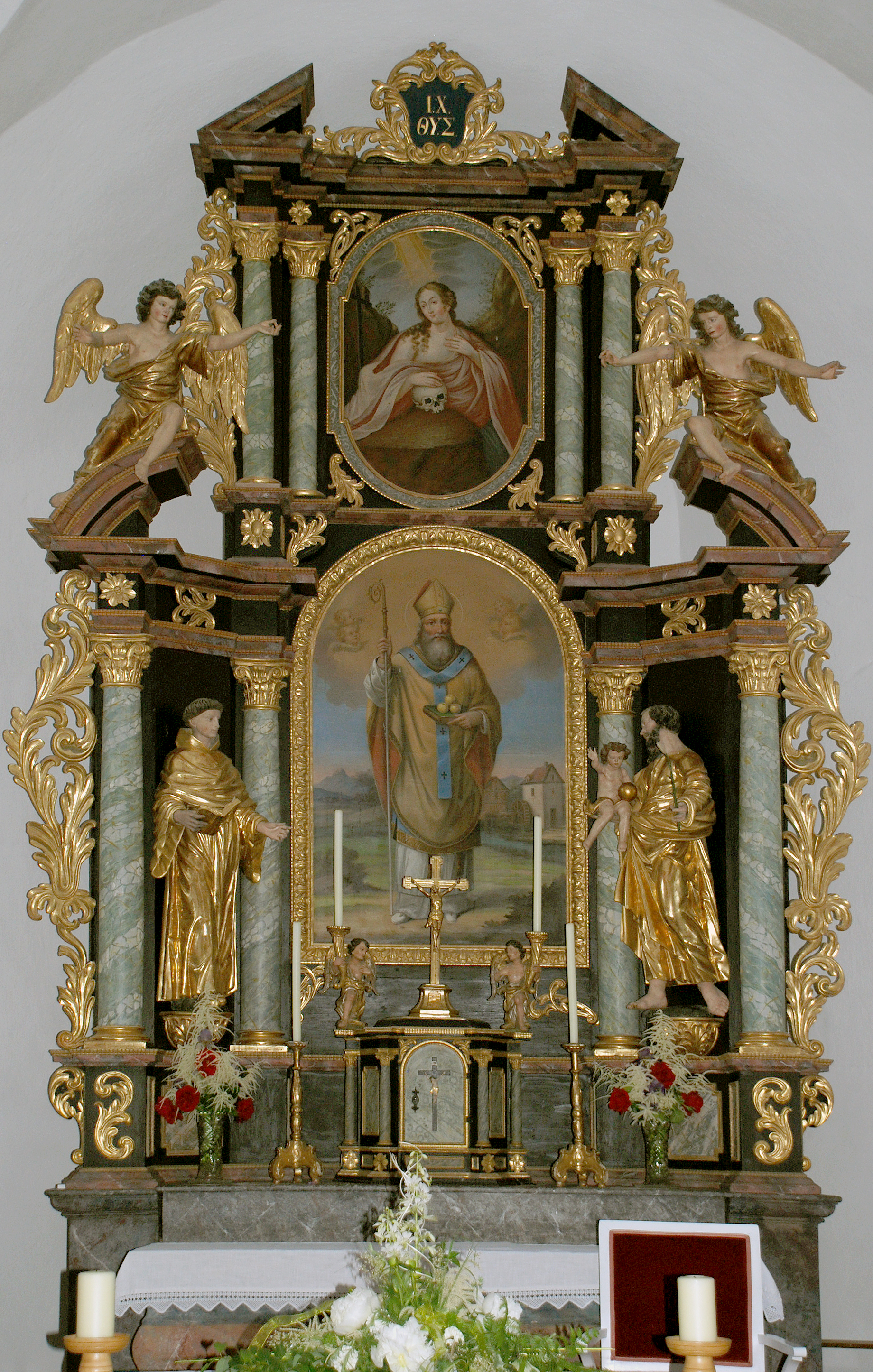
Hochaltar

Die römisch-katholische Pfarrkirche Trahütten steht im Ort Trahütten in der Stadtgemeinde Deutschlandsberg im Bezirk Deutschlandsberg in der Steiermark. Die auf den heiligen Nikolaus geweihte Pfarrkirche gehörte bis Ende August 2018 zum dann aufgelösten Dekanat Deutschlandsberg in der Diözese Graz-Seckau, seit Auflassung dieses Dekanates liegt sie im Seelsorgeraum Südweststeiermark. Die Kirche steht unter Denkmalschutz.

## Geschichte
Eine Kirche wurde 1381 urkundlich genannt.
Am 23. Oktober 1534 weihte der Lavanter Bischof Leonhard Peurl „in der Trahuttn“ den neuen Friedhof und die Kirche mit zwei Altären. Der Grund dafür wird nicht genannt, es kann aber angesichts ähnlicher Kirchweihen dieser Zeit davon ausgegangen werden, dass zumindest eine schwere Beschädigung der Kirche durch die Türken wenige Jahre davor Anlass dafür war: Die Kirche wurde den Heiligen Martin und Nikolaus geweiht, sie war damals noch eine Filialkirche von Osterwitz. Der Hochaltar wurde den Kirchenpatronen geweiht. An Reliquien sind im Konsekrationsprotokoll verzeichnet solche des Lammes Gottes (Agnus dei), des Kalvarienberges (de monte Caluarie), des Grabes (de sepultura) der Hl. Maria, des Hl. Petrus und des Hl. Stephanus sowie weiterer, bereits damals unbekannter Heiliger. Der zweite Altar (rechts vom Eingang aus gesehen) wurde der Hl. Ursula mit deren Begleiterinnen (lat.: „Vrsule et sodalium eius“) geweiht. Als Reliquien des Altares wurden im Konsekrationsprotokoll neben jenen der Genannten auch solche des Lammes Gottes (Agnus dei), des Ortes, an dem Christus über Jerusalem weinte (lat.: „de loco, ubi Christus flevit super civitatem Jerusalem“), des Hl. Ignatius, der Hl. Maria Magdalena und anderer unbekannter Heiliger genannt.
Im 17. Jahrhundert wurde die Kirche umgebaut, der Turm 1669. Die Filiale der Pfarrkirche Maria Osterwitz wurde 1892 zur Pfarrkirche erhoben, sie war vorher seit 1788 „Local-Curatie“, bei der die jeweiligen Curaten berechtigt waren, die pfarrlichen Rechte in vollem Umfang auszuüben.

## Architektur
An das dreijochige Langhaus mit eingestellten Wandpfeilern schließt ein zweijochiger Chor mit einem Dreiachtelschluss an. Langhaus und Chor sind mit Stichkappentonnen gewölbt. Das spätgotische Sakristeiportal hat einen Schulterbogen. Die dreiachsige Westempore ist weit vorgezogen. Der viergeschoßige Westturm hat ein nach Süden offenes Erdgeschoß und trägt ein spitzes Zeltdach.

## Ausstattung
Der Hochaltar aus dem Ende des 17. Jahrhunderts zeigt das Hochaltarbild hl. Nikolaus mit der Signatur A. Kraus 1882. Die Seitenaltäre zeigen Bilder von Philipp Carl Laubmann (1747), rechts hl. Martin, links Vermählung Mariens. Der Taufstein ist barock.